# Eleodoro Rodríguez Matte
Fernando Eleodoro Rodríguez Matte (Santiago, 24 de abril de 1918-ibíd., 18 de julio de 1998) fue un ingeniero electrónico, empresario y ejecutivo de televisión chileno.
Se desempeñó como director ejecutivo de la Corporación de Televisión de la Universidad Católica de Chile (UCTV) —hoy Canal 13— entre 1968 y 1970 y entre 1974 y 1998.

## Primeros años de vida
Fue hijo de Carlos Rodríguez Puelma y de Inés Gabriela Matte Gormaz, nieto de Eduardo Matte Pérez y bisnieto de Domingo Matte Mesías. Realizó sus estudios secundarios en los Padres Franceses y en la Escuela Naval. Luego ingresó a la Pontificia Universidad Católica de Chile (PUC), donde se tituló como ingeniero electrónico en 1939.

### Matrimonio e hijos
Se casó con Carmen Bunster Saavedra, con quien tuvo cuatro hijos: Gabriel, Cristián, Carmen y Pablo.

## Vida pública
En el aspecto empresarial, creó junto a Fernando Lecaros la compañía eléctrica Rodríguez Lecaros y Cía. Ltda., que en 1964 pasaría a ser Rolec S.A.C.

## Ejecutivo televisivo

### 1967-1970
El 17 de octubre de 1967 fue nombrado parte de la Comisión de Televisión, creada por el nuevo rector de la PUC Fernando Castillo Velasco para «hacer una proposición de reestructuración» de la Corporación de Televisión de la Universidad Católica de Chile (UCTV) en virtud de la reforma universitaria. La comisión estaba también integrada por Paz Irarrázabal, Carlos Silva, Patricio Kaulen y Rodrigo Egaña.
El 2 de enero de 1968 asumió como director gerente del canal, tras la renuncia al cargo de Eduardo Tironi. En mayo de ese año presentó su renuncia porque se consideraba desautorizado por la Comisión de TV, pero el rector Castillo le solicitó mantenerse en el cargo. Desempeñó la dirección general de Canal 13 hasta abril de 1970, siendo reemplazado por Claudio Di Girólamo.

### 1974-1998

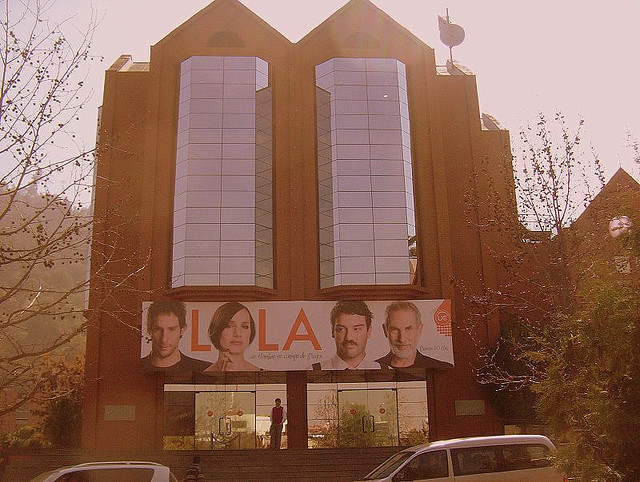
El Centro de Televisión de Canal 13, construido entre 1983 y 1994, ubicado en la comuna de Providencia, Santiago.

Regresó a la dirección ejecutiva de la estación en marzo de 1974, reemplazando al sacerdote Raúl Hasbún, quien había tenido diferencias con el rector de la PUC Jorge Swett Madge. Rodríguez Matte puso como condición responder directamente al rector y al Consejo Superior de la universidad. Al asumir Rodríguez la situación económica del canal era desastrosa, por lo cual comenzó a recortar ciertos programas de alto presupuesto, como el programa periodístico 24 Horas, y creó nuevos programas más baratos, como Almorzando en el trece, conducido por José María Navasal y Marina de Navasal.
Tuvo como política la independencia de la estación en sus relaciones comerciales y publicitarias, lo cual se tradujo en grandes ingresos para la PUC, lo cual no solo le dio autonomía frente a la universidad, sino que también frente a la dictadura militar. A pesar de ello, el canal mantuvo sus valores cristianos en la línea editorial del canal, lo que se reflejó tanto en su programación como en la relación con sus empleados. Sus principales características fueron haber puesto al aire una programación coherente con los postulados del alma máter (afirmando que «en Canal 13 nadie [la PUC] se va a encontrar con contenidos que no quiere ver»); y haberse hecho secundar por una plana ejecutiva que supo interpretar cabalmente las orientaciones de su gestión.
En su gestión se construyó el Centro de Televisión de Canal 13, ubicado en la comuna de Providencia, Santiago, inaugurado en 1983. También se crearon dos frecuencias paralelas a la señal abierta: UCTV Chile, vía satélite; y la Señal 3, vía cable. Falleció el 24 de julio de 1998, y en su reemplazo asumió Rodrigo Jordan, el 6 de agosto de ese año.